# Whatever Happened to the Man of Tomorrow?
Whatever Happened to the Man of Tomorrow? (em português:  O que aconteceu ao Super-Homem?, O Adeus e O que aconteceu ao Homem de Aço? nas versões de 1991, 2003 e 2006, respectivamente) é uma clássica "história imaginária" de Superman escrita por Alan Moore. Desenhada por Curt Swan e arte-finalizada por George Pérez e Kurt Schaffenberger, foi publicada originalmente em duas partes, ambas lançadas em setembro de 1986 em Superman #423 e Action Comics #583, e propõe o que seria "a última história" do personagem, encerrando a narrativa estabelecida entre 1938 e 1986 e o trabalho do editor Julius Schwartz nas revistas.
Moore pretendia, com a trama, homenagear toda a mitologia até então construída com Superman, criando uma trama que sintetizasse tudo o que ele significava e que servisse como resolução para todos os elementos de seu enredo. Durante a história, Lois Lane narra, para um jornalista do Planeta Diário, os eventos que haviam transcorrido dez anos antes e que marcaram o fim da carreira de Superman após anos de combate ao crime: violentos e sucessivos ataques por parte de seus inimigos, a revelação pública de sua identidade secreta e a morte tanto de alguns de seus entes queridos quanto de supervilões.
Comummente citada como uma das melhores histórias do personagem, a trama já foi apontada por crítica e público como uma das mais memoráveis histórias em quadrinhos já publicadas e se tornou, ainda, uma referência sobre como "encerrar" uma revista e sua continuidade.
O termo "Homem do Amanhã" (Man of Tomorrow) é uma referência ao conceito de "Übermensch" citado em Assim Falou Zaratustra, de Friedrich Nietzsche. A obra do filósofo alemão foi uma das bases para a criação do personagem.

## Antecedentes e contexto
A revista Action Comics #1, lançada em abril de 1938 pela DC Comics (então denominada "National Allied Publications"), marcou o início da publicação do personagem Superman, criado por Jerry Siegel e Joe Shuster e, já naquele momento, as histórias do personagem se mostraram um sucesso, com a tiragem de 200 mil exemplares da revista esgotando-se rapidamente. A partir de sua quarta edição, Action já começaria a apresentar um significativo aumento em suas vendas, em comparação com os demais títulos da National: entre 1938 e 1939, já possuía uma tiragem de mais de 500 mil exemplares.
A popularidade do personagem seguiria aumentando, e, na década de 1940, cada exemplar de Action Comics vendia 900 mil cópias, uma tiragem à época superada apenas pela revista Superman, que vendia cerca de 1,25 milhão de exemplares por mês. No decorrer das décadas seguintes, o personagem passaria por significativas mudanças, e as tramas publicadas também evoluiriam, como um reflexo do cotidiano dos Estados Unidos: Se nas suas primeiras aparições Superman enfrentava criminosos comuns e políticos corruptos, com o tempo suas histórias passariam a ganhar um viés mais "extraordinário" com o surgimento dos primeiros "supervilões" a enfrentar o personagem. Com o surgimento do Comics Code Authority, em 1954, foram impostas uma série de regras que visavam a impedir que as histórias influenciassem negativamente as crianças americanas, e a necessidade de se criar histórias "mais leves" para a revista seria imperiosa na caracterização do personagem: os conceitos de "bom-mocismo" começariam a ser fortemente representados e os atos do personagem fariam com que ele fosse visto de forma pouco elogiosa como um "super-escoteiro".
Com a publicação, na 123ª edição da revista The Flash, da história "Flash of Two Worlds", surgiria o conceito do "Multiverso DC", uma representação ficcional da interpretação da mecânica quântica que propõe a existência de universo paralelos. A partir da história, ficaria estabelecido que os personagens surgidos durante o período denominado "Era de Ouro dos Quadrinhos" (entre 1938 e 1955), bem como as histórias por eles protagonizadas, pertenceriam a um universo paralelo denominado Terra 2, distinto daquele em que ocorriam as histórias publicadas pela editora durante a década de 1960. Como as histórias de Superman vinham sendo publicadas ininterruptamente, era preciso esclarecer quais edições de Action Comics pertenceriam ao cânone estabelecido, e em 1969 ficou decidido que o personagem surgido em Action Comics #1 era Kal-L, o Superman da Terra 2 e somente as histórias publicadas durante a década de 1960 poderiam ser consideradas como protagonizadas pelo "Superman da Terra 1".
O "multiverso" acabaria se revelando um conceito excessivamente confuso: inúmeros universos paralelos foram surgindo nos anos seguintes, confundindo e afastando leitores. Frente a esta situação, a editora decidiu que era preciso "unificar" todas as publicações sob um único universo coeso e compartilhado. Mas, para poder renovar os personagens, era preciso encerrar tudo que vinha sendo publicado. Aproveitando que 1985 marcaria o 50.º aniversário da editora, a DC Comics decidiu lançar "Crise nas Infinitas Terras", uma minissérie em 12 edições que causaria a destruição de todas as "terras paralelas", estabelecendo uma nova, revitalizada história.

## Produção
| |  |  |
| Julius Schwartz (esquerda) pretendia com Whatever Happened to the Man of Tomorrow? produzir "a última história" de Superman, e o britânico Alan Moore (direita), um grande admirador do personagem, ofereceu-se para escrevê-la. |  |  |

| “ | Eu comecei a pensar no que colocaria em minhas duas últimas histórias [como editor]. E, no meio daquela noite, me ocorreu uma ideia: vou fazer as pessoas acreditarem que minhas últimas edições de "Superman e "Action Comics" realmente seriam as últimas edições das revistas. | ” |

Com a conclusão do evento "Crise nas Infinitas Terras", a continuidade ficcional iniciada na década de 1960 seria encerrada, e a partir de outubro de 1986 até dezembro daquele ano, o único título protagonizado por Superman seria a minissérie The Man of Steel, escrita e desenhada por John Byrne, que fora contratado pela DC Comics para reformular o personagem, criando inclusive uma uma nova origem. A partir de The Man of Steel que seriam contadas as novas histórias do personagem, estabelecendo um novo cânone.
O editor Julius Schwartz, responsável pelas revistas do personagem desde a década de 1970, deixaria a função, e passou a buscar um roteirista para a sua última história no cargo. Sua intenção era fazer "a última história" do personagem. Inicialmente, Schwartz pretendia ter Jerry Siegel, cocriador do personagem e autor de suas primeiras histórias, como o roteirista, e embora este tenha se mostrado bastante entusiasmado com a ideia, não pode aceitar.
Schwartz, durante uma conversa com o escritor britânico Alan Moore - que à época escrevia a aclamada revista Swamp Thing - expôs seu problema, e Moore rapidamente se ofereceu, brincando que, se Schwartz contratasse outra pessoa, ele o assassinaria. Moore então, se debruçou sobre todos os elementos da mitologia do personagem, como a Supergirl, a Legião de Super-Heróis, a cidade engarrafada de Kandor, a amizade com Jimmy Olsen e Perry White, o triângulo amoroso com Lois Lane e Lana Lang e o relacionamento com Krypto, o Super-Cão, produzindo um roteiro com o objetivo de representar qual seria "história final" das revistas do personagem, encerrando tudo que havia sido escrito até então.
Para desenhar a história, Schwartz afirmou nunca ter tido dúvida de quem contratar: Curt Swan que, durante a década de 1950 e até metade da década seguinte, foi o responsável pela arte da tira de jornal do personagem e continuaria nos anos seguintes a desenhar inúmeras histórias do personagem, desenhando-o de tal forma que chegou a ser apontado como "artista definitivo" do personagem.

## Enredo
Whatever Happened to the Man of Tomorrow? transcorre da seguinte forma:

### Parte 1:Superman#423
Quando um repórter entrevista Lois Lane, então casada com um homem chamado Jordan Elliot, para uma matéria sobre "os últimos dias de Superman", ela começa a explicar o que havia acontecido para que o herói desaparecesse, dez anos antes: Após muitos confrontos, Superman (e a cidade de Metrópolis) viviam dias relativamente tranquilos, com os quatro dos mais perigosos inimigos do personagem inativos. Brainiac - que, à época, já havia convertido todo o seu corpo numa estrutura robótica - havia sido danificado além do reparável, Lex Luthor estava desaparecido há anos, e Terraman e o Parasita haviam destruído um ao outro. Segundo a própria Lois, "parecia não haver mais contra quem lutar", então Superman passou a se dedicar à realização de pesquisas no espaço.

Mim finalmente entenderam o que mim precisam para ser perfeita duplicata imperfeita. 
São o pequeno meteoro de kryptonita azul que mim carregam em invólucro de chumbo para dar sorte! Entendem... Você está vivo, Superman... E, para ser perfeita duplicata imperfeita, então, mim temos que... Temos que... 
Hã... Tudo ficando e-escuro... 
Olá, Superman. Olá.

E retornando de uma destas pesquisas que Superman encontra-se frente ao primeiro incidente: Metrópolis destruída, vítima não de um atentado à bomba, mas, surpreendentemente, de Bizarro - que até então era um ser bem-intencionado, mas dotado de um raciocínio reverso que o levava a fazer o contrário do que pretendia - e, quando Superman exige uma explicação, Bizarro diz que tudo era parte de um plano de seu "autodesenvolvimento" para se tornar a "duplicata imperfeita perfeita": já que Superman era um "super-herói" e salvava vidas, ele decidiu se tornar um vilão e matar; já que o planeta Krypton foi destruído e Super-Homem veio à Terra como um bebê, Bizarro decidiu destruir o Mundo Bizarro e vir a Terra como um adulto; e já que Superman estava vivo, Bizarro havia decidido se suicidar usando um pedaço de Kryptonita azul.
Na continuidade até então estabelecida, Clark Kent havia deixado de ser um repórter do Planeta Diário e havia se tornado âncora de um telejornal ao lado de Lana Lang. Aproveitando-se disso, os vilões Mestre dos Brinquedos e Galhofeiro expõem a identidade secreta de Superman ao vivo: duas caixas são enviadas ao estúdio minutos antes do início da exibição do programa daquela noite. De uma saem brinquedos automatizados que começam a destruir as instalações. Todos os presentes buscam se afastar da linha de fogo, mas Kent é atingido diretamente, e é revelada a sua invulnerabilidade: apenas suas roupas haviam sido atingidas, revelando que sob o terno estava o uniforme azul e vermelho. Lana se espanta com a descoberta, e os vilões, através de um dos bonecos, revelam suas identidades e como haviam descoberto o segredo: através de Pete Ross, amigo de infância de Kent em Smallville, e cujo cadáver estava dentro da segunda caixa. Superman rastreia as ondas de rádio da transmissão e encontra o esconderijo dos dois.
Durante o enterro de Ross, Superman revela sua preocupação:
| “ | Tenho um mau pressentimento. Bizarro, o Galhofeiro, o Mestre dos Brinquedos... Os três nunca passaram de incômodos. O que fez deles assassinos? (...) Se os incômodos do passado retornam como assassinos... o que esperar quando reaparecerem os assassinos? | ” |

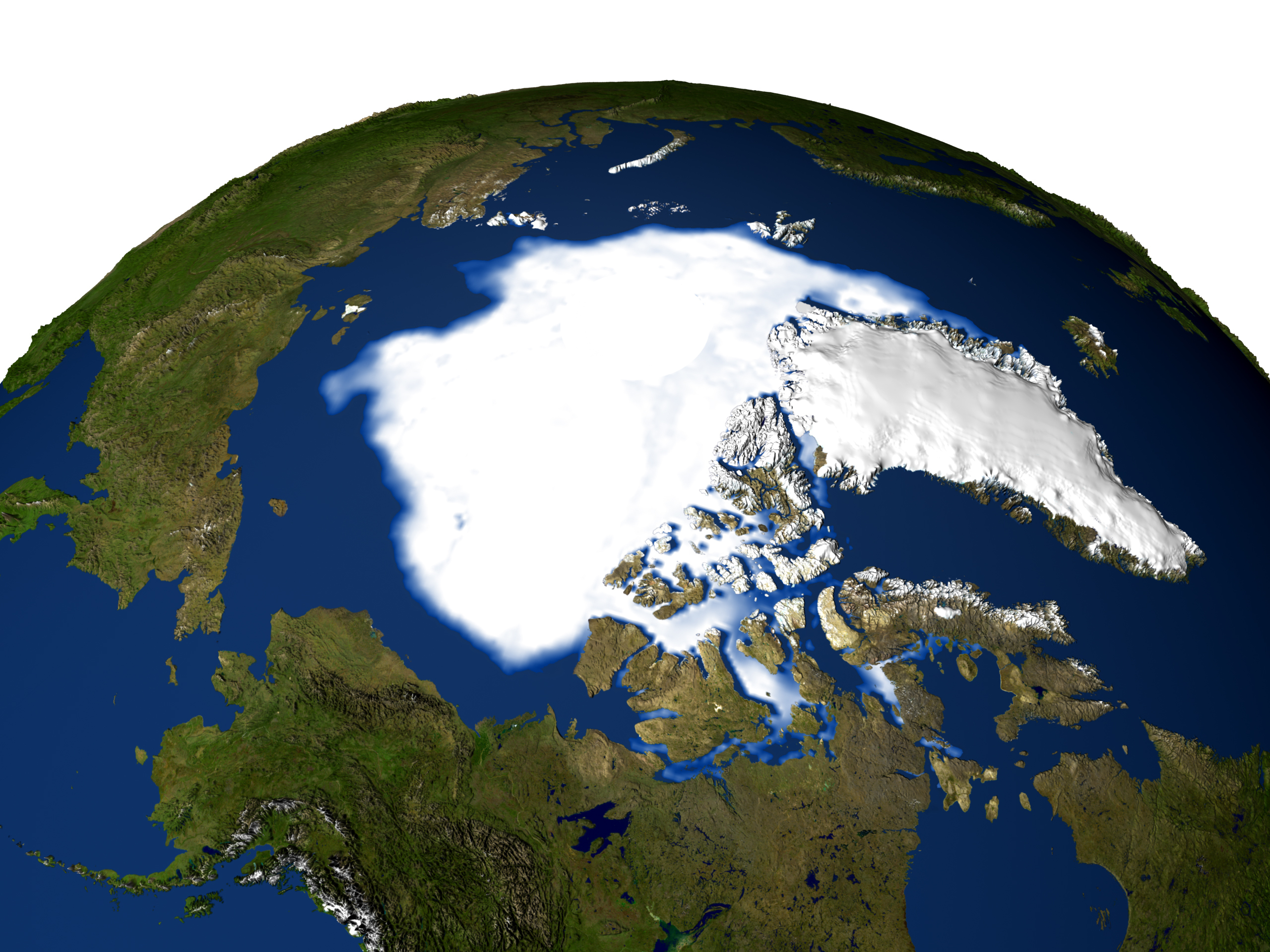
O Polo Norte, local onde foi construída a Fortaleza da Solidão.

Enquanto Superman abandona a identidade de Clark Kent, Lex Luthor procurava no Ártico os restos de Brainiac, destruídos em Action Comics #545, para estudá-los. Quando o crânio robótico de Brainiac revela-se ainda senciente, ataca Luthor, dominando-o mentalmente e controlando seu corpo. O híbrido Luthor-Brainiac então sequestra o Homem de Kryptonita a fim de executar sua vingança contra Superman.
Após impedir um ataque ao Planeta Diário feito por um exército de Metallos, Superman leva Lois, Lana, Jimmy Olsen, Perry White e Alice, a esposa de White, para a Fortaleza da Solidão, por temer pela segurança de seus amigos mais íntimos. Krypto, o supercão, ressurge na Fortaleza depois de anos tendo aventuras no espaço. Em um dado momento, a Legião dos Super-Heróis do século XXX aparece, acompanhada da Supergirl. Superman fica visivelmente chocado em reencontrar sua prima viva - esta Supergirl era uma versão "mais jovem", pois a personagem já havia morrido durante a Crise nas Infinitas Terras. Supergirl pergunta-se como ela pode estar ali, visto que "as leis de viagens no tempo" não permitiam que duas ou mais versões duma mesma pessoa de épocas diferentes coexistissem no mesmo período. Superman prefere poupá-la de dizer que ela já está morta nessa época e diz que a Supergirl "daquela época" estava numa viagem ao passado. A Legião entrega a Superman um souvenir, uma pequena estátua dele. Ao receber o presente, ele questiona por que a equipe havia decidido visitá-lo naquele dia específico, imaginando que, por serem do futuro, sabiam o que iria ocorrer e estavam ali para "prestar as últimas homenagens". Quando sozinho, Superman chora, imaginando que irá morrer.

### Parte 2:Action Comics#583

Curt Swan, Jenette Kahn e Julius Schwartz foram retratados na capa de Action Comics #583, se despedindo do personagem.

No início da segunda parte, Lois apresenta ao jornalista o seu marido, Jordan Elliot, que se descreve como "um trabalhador comum". A narrativa, então, é retomada:
| “ | Nós subimos à sacada e assistimos ao Superman destruir a chave dourada. Acho que foi então que percebemos que ele estava se preparando para um cerco. O cerco da Fortaleza da Solidão... O confronto final do Superman. | ” |

Pela manhã, os temores de Superman começam a se concretizar: A Legião de Supervilões viaja do futuro afirmando que "de acordo com as lendas, Superman enfrentou seu maior inimigo neste período e deixou de existir". O híbrido Luthor-Brainiac ergue um campo de força ao redor da Fortaleza da Solidão e durante todo aquele dia, as tentativas dos heróis da Terra de atravessá-lo mostram-se infrutíferas. Dentre os heróis vistos estão Batman, Mulher Maravilha, Capitão Marvel, Vartox e Kristin Wells, a Supermulher. À noite, Jimmy Olsen e Lana Lang usam artefatos da "Sala de Troféus" da Fortaleza, adquirem superpoderes e partem para enfrentar os vilões antes que eles fossem capazes de invadir o local. Lana subjuga o Homem de Kryptonita, dando tempo para Jimmy desligar o gerador de campo de força.
Na luta, Luthor consegue brevemente superar a influência de Brainiac e implora a Lana que o mate. Lana, então, quebra-lhe o pescoço, mas tem seus poderes radioativos eliminados pelo Rei Cósmico da Legião de Supervilões. Mekt Ranzz, o Lorde Trovão, então, aproveita a oportunidade para eletrocutá-la. Jimmy consegue danificar o gerador, mas, com Lana morta, se desespera e avança sobre a Legião, mas Brainiac ainda consegue manter controle sobre o cadáver de Luthor e o assassina. Um novo ataque à Fortaleza abre um rombo grande o suficiente para os vilões a invadirem e o Homem de Kryptonita toma a dianteira. O vilão é surpreendido por Krypto, que o ataca. Julgando que a radiação que estava emitindo seria suficiente para matar o cão, o vilão acaba sendo superado e, à dentadas, é morto. Krypto, entretanto, não resiste e também falece. Ao descobrir que Mekt matou Lana, Superman ataca-o com sua visão de calor, queimando-o. Assustados, mas certos de que Brainiac venceria, os três membros da Legião dos Supervilões fogem. O híbrido Luthor-Brainiac é desativado quando o corpo de Luthor atinge rigor mortis e Superman então calcula que somente um de seus inimigos ainda não havia aparecido, e somente ele poderia ser o responsável por tudo aquilo: o duende Mxyzptlk.

Superman: Eu o matei, Lois! Eu tive intenção de matá-lo. Eu não poderia permitir que alguma coisa tão poderosa e maligna sobrevivesse. Então, me decidi e tomei a atitude. Desrespeitei meu juramento. Eu o matei. 

Lois Lane: M-Mas você não teve escolha! Não fez nada de errado... 

Superman: Fiz sim. Ninguém tem o direito de matar. Nem Mxyzptlk, nem você, nem o Superman... Principalmente o Superman.

Mxyzptlk surge, e revela que ele usava a aparência de "um anãozinho engraçado" apenas como fachada, e que, após dois mil anos realizando apenas travessuras, estava entediado, e iria começar uma nova fase na sua vida imortal, agindo como vilão. Superman e Lois começam a fugir, e Lois então percebe o verdadeiro significado do presente que Superman havia recebido da Legião de Super-Heróis: na estátua, Superman era retratado segurando o projetor da Zona Fantasma, ferramenta utilizada para transportar outras pessoas para aquela dimensão. Superman toma o projetor em suas mãos, posicionando-o na direção do duende, que sabia que a única forma de escapar seria dizer seu próprio nome ao contrário, o que o transportaria de volta à sua dimensão de origem. Conforme Superman havia antecipado, no momento em que o duende conseguiu dizer "Kltpzyxm", o raio projetado o enviava para a Zona Fantasma.
Lois então narra ao repórter o fim de Superman: com o vilão rasgado ao meio, ele dirigiu-se ao compartimento de sua fortaleza onde ficavam guardadas as amostras de kryptonita dourada, a única que tirava permanentemente os poderes dos kryptonianos, e de lá saiu por uma abertura para o Ártico, para nunca mais ser visto. Lois conclui a entrevista dizendo que, embora o corpo nunca tivesse sido encontrado, ela sabia que Superman havia morrido.
O repórter se despede de Lois e vai embora. Na última página da história, o filho de Lois com Jordan Elliot brinca com um pedaço de carvão enquanto os dois comentam o quanto que Jordan gosta de "viver uma vida normal". Quando o bebê joga fora não mais um pedaço de carvão, mas uma gema de diamante, "Jordan", piscando para o leitor, fecha a porta do quarto.

## Publicação
Nos Estados Unidos, a história foi publicada originalmente em edições avulsas, e posteriormente em quatro volumes encadernados diferentes:
- Superman: "Whatever Happened to the Man of Tomorrow?", 1997, DC Comics, ISBN 1-56389-315-0
- DC Universe: The Stories of Alan Moore, 2006, DC Comics, ISBN 1-4012-0927-0
- Superman: Whatever Happened to the Man of Tomorrow? Deluxe Edition, Capa-dura, 2009
- Superman: Whatever Happened to the Man of Tomorrow? Deluxe Edition, Brochura, 2010

A primeira dessas republicações se deu em 1997, num encadernado reunindo apenas a história. Em 2006, a DC incluiu a história em DC Universe: the Stories of Alan Moore, onde encadernou todas as histórias que Moore havia escrito com personagens do Universo DC. Em 2009, a DC Comics anunciou que relançaria o material numa nova edição exclusiva, reunindo a história com as outras duas revistas que publicaram uma história do personagem escrita por Moore: Superman Annual #11 (publicação original de "For the Man Who Has Everything") e DC Comics Presents #84, uma história team-up com o Monstro do Pântano. Em 2010, uma nova versão desse mesmo encadernado seria lançada.
No Brasil, foi publicada originalmente em formatinho na revista Super Powers # 21, de maio de 1991 e em 2003 republicada pela Opera Graphica como "Super-Homem - O Adeus", numa criticada edição em preto e branco que ignorava a colorização de Tom McGraw que havia acabado de ser realizada pela DC Comics nos Estados Unidos. Em 2006, a Panini Comics, no nono volume da Coleção "Grandes Clássicos DC", publicou uma versão do volume encadernado The Stories of Alan Moore, e incluiu uma nova versão da história, recolorizada por McGraw.

## Repercussão

Assustado, Superman chora na icônica última página de Superman #423. Uma das mais significativas cenas das histórias em quadrinhos, o quadro é considerado marcante até por aqueles que não apreciaram a história.

O final de Whatever Happened to the Man of Tomorrow, quando o segredo de "Jordan" é compartilhado com os leitores, é citado como uma das cenas memoráveis da história da DC Comics e representativo no contexto das "histórias imaginárias". A decisão tomada por Superman após matar um vilão no final da história é vista como significativa na bibliografia de Moore e as mortes de Bizarro e Krypto são consideradas dois dos melhores momentos de toda a história dos quadrinhos. O escritor Grant Morrison - que possui uma histórica rivalidade com Moore - citou a morte de Krypto, ainda que de forma irônica, como o mais memorável momento de toda a história do personagem durante uma entrevista realizada em 2008.
A trama é comummente citada como uma das melhores do personagem e um "tributo" de Moore a Superman. O blog americano "Girls Gone Geek" descreveu a história como "ora tocante, ora assombrosa e ora divertida", e "uma ótima leitura, seja você um fã fervoroso ou um leitor casual que só sabe o básico sobre Superman". Por "encerrar" a história de um personagem, a trama "destaca o problema com a falta de um data de validade dos icônicos personagens de quadrinhos", em especial se em comparação com tramas similares:  "Por mais maravilhosa que seja a história de Gaiman - e foi maravilhosa - ela acabou prejudicada um pouco pelo fato de que todos sabíamos que Bruce Wayne não iria permanecer morto por muito tempo. (...) Claro que isso faz todo o sentido do ponto de vista comercial, uma vez que novos leitores continuam descobrindo ou redescobrindo esses personagens, mas o ponto [a ser observado] é que o nível de pungência alcançado por Moore na história é raro - até porque o meio não costuma permitir que ele seja alcançado".
Em várias oportunidades o site americano Comic Book Resources enalteceu as qualidades da história. Uma eleição promovida entre seus visitantes a situou em 25.º lugar dentre as cem melhores histórias em quadrinhos de todos os tempos e, durante a série de postagens "A Year of Cool Comic Book Moments", publicadas em 2009 e reunindo 365 cenas memoráveis de histórias em quadrinhos o jornalista Brian Cronin mencionou a história quatro vezes - incluindo mais cenas dessa única história do que de qualquer outra. Ainda em 2007, a história já era apontada pelo site como uma das mais importantes histórias do personagem.
Embora seja considerada inclusive uma "obra-prima" e um dos "clássicos incontestáveis" dos quadrinhos, a história não está a salvo de críticas: Dave Wallace, do site americano "Comics Bulletin", ao avaliar uma das republicações da história, observou que, embora fosse bem-sucedida em "encerrar uma Era", possuía várias falhas, como o pouco destaque dado a Lex Luthor. A maior crítica, entretanto, seria à narrativa: "o desejo de incluir todos os elementos-chave do elenco de apoio de Superman, bem como seus mais reconhecidos vilões criou uma história que mais parece uma série de momentos que precisavam acontecer do que uma história coesa, eficiente e atraente".
Nos anos seguintes à sua publicação, a história se tornou uma referência sobre como "encerrar" uma revista e sua continuidade. Nesse sentido, Greg McElhatton, do Comic Book Resources, comparou-a com Whatever Happened to the Caped Crusader, ainda que considerasse tal comparação "injusta": "[Whatever Happened to the Man of Tomorrow] é uma história fantástica, e isso muito se deve a Alan Moore, claro. Mas por ter sido 'o fim da linha' pro personagem, Moore teve um nível fantástico de liberdade no processo. Ele encerrou tudo que havia ali, e seguiu em frente. Por causa disso, eu não posso deixar de pensar que concordar em escrever 'Whatever Happened to the Caped Crusader?' foi o que eu chamaria de uma aposta ruim, porque, não importa o que você faça, de alguma forma você vai perder. Ao contrário da última história de Superman feita por Moore, esse não vai ser o fim de Batman. (...) Uma das coisas que a história de Moore trouxe, e que faltaram [em Whatever Happened to the Caped Crusader] foi aquele sentimento de admiração. Ler a conclusão da história de Gaiman é algo satisfatório e agradável, e em alguns aspectos funciona como um epílogo para o Batman pré-Crise, mas ler a conclusão da história de Moore, entretanto, me faz querer sentar novamente e reler tudo logo". Em artigo publicado no jornal americano "The Stranger", o jornalista Paul Constant também comparou a história com Whatever Happened to the Caped Crusader e, embora tenha reconhecido que a história funcionava como um "fim" para o personagem e podia até ser considerada melhor que a história de Gaiman, contestou a importância exacerbada que a história havia recebido: "O próximo que vier me dizer que os super-heróis são os mitos modernos vai levar um soco no rosto. Até onde eu sei, deuses e deidades não possuem marcas registradas nem são protegidos por advogados ciumentos contratados por corporações. (...) Introduções às versões anteriores de Tomorrow afirmavam que era um importante momento para o personagem porque, se os deuses nórdicos tem o Ragnarök e o deus cristão tem o Livro das Revelações, é claro que Superman também precisaria ter a sua resolução. Isso, naturalmente, é uma grande besteira".
A história já foi citada também como uma das melhores "histórias alternativas" do personagem, ao lado de obras igualmente aclamadas como All Star Superman, Superman: Identidade Secreta e Superman: Red Son. Dentre todas essas histórias, All Star Superman foi particularmente enaltecida pelo site americano Newsarama: "Jamais imaginou-se que isso seria possível, mas em se tratando de histórias sobre 'Os Últimos Dias de Superman', o clássico moderno que é 'Whatever Happened to the Man of Tomorrow?' pode muito bem ter que ceder um espaço no topo do pedestal.".

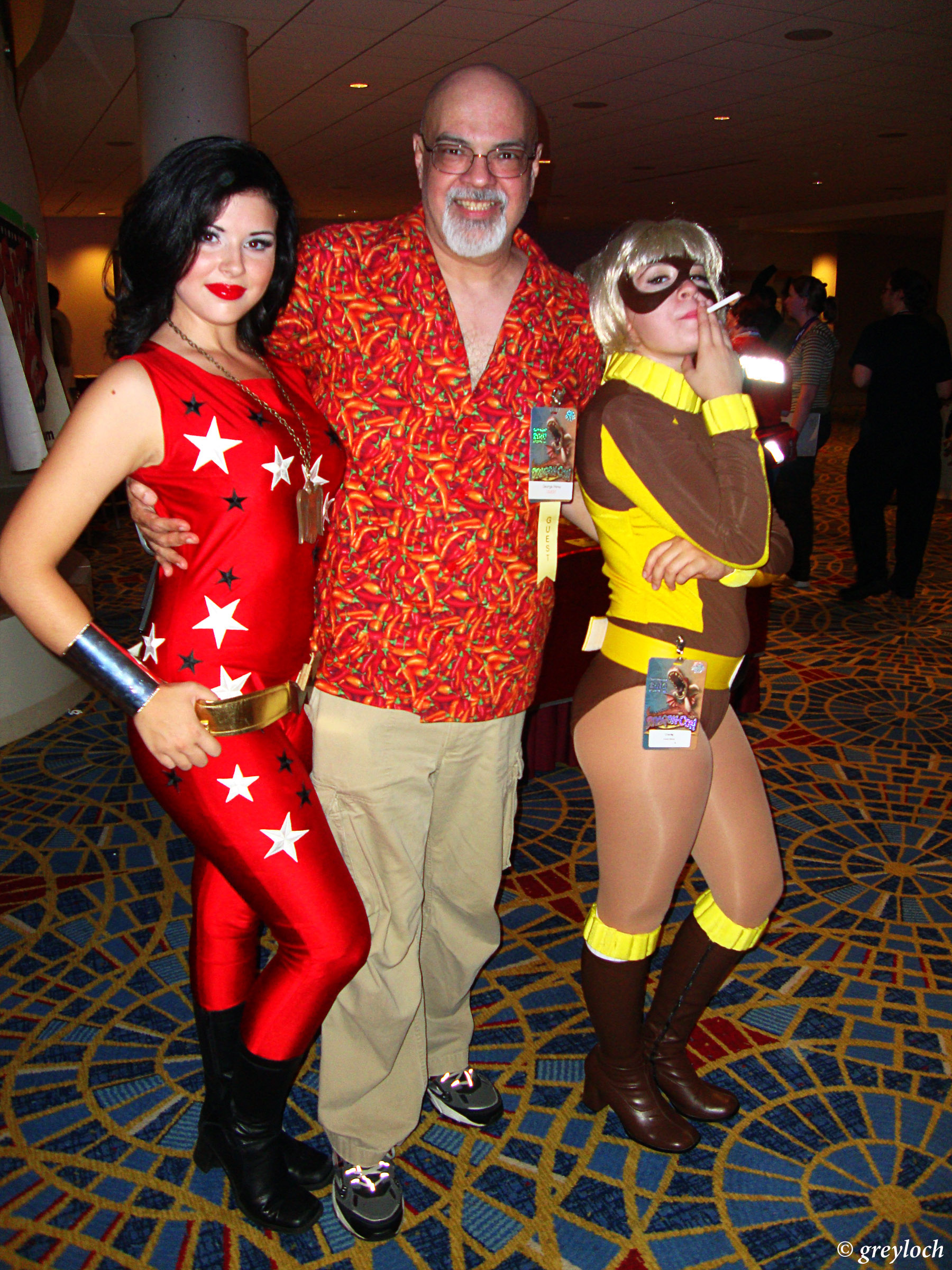
O desenhista e escritor George Pérez considera o seu trabalho na história um dos melhores momentos de sua carreira.

Nick Spencer, J. Michael Straczynski e Scott Snyder - todos escritores que trabalharam com o personagem nos anos seguintes -  apontam a história como a sua favorita. Straczynski chegou a descrever a história como "a mais perfeita história de Superman já contada" e a apontou como uma influência para seu trabalho no arco de história "Grounded". George Pérez, por sua vez, afirmou em entrevista que participar da história, ainda que como arte-finalista, foi um dos melhores momentos de sua carreira.
Em resenha publicada no site brasileiro Universo HQ, as duas partes da história foram apontadas, ao lado de outras histórias escritas por Moore com o personagem como bons exemplos que "reforçam a ideia de que as ideias anteriores ao evento não estavam desgastadas - eram os autores que tinham perdido o jeito de fazê-las brilharem de novo". O site publicaria resenhas não apenas para a versão lançada em 2006 pela Panini Comics, mas também para as publicações anteriores da história, em Super Powers #21 e em Superman: O Adeus. Ao analisar a história na resenha de Super Powers, Ricardo Malta apontaria sua excelência, comparando-a com o trabalho que John Byrne desenvolveria com o personagem nos anos seguintes: "Imagine o Cavaleiro das Trevas de Frank Miller sem toda a pompa e circunstância (...) e terá uma pequena ideia do que o roteirista faz aqui. (...) O roteiro de Moore é tão simples e eloquente que até em pequenos detalhes é possível perceber sua excelência. Por exemplo, na página noventa, pouco antes do Super-Homem dar um fim definitivo ao principal vilão, ao fundo é mostrada a prisão da Zona Fantasma. Nela estão três criminosos kryptonianos capturados por ele em outra ocasião. Poucos anos depois, em sua última participação na revista do personagem, John Byrne utilizaria os mesmos criminosos (em essência) para pôr fim ao maior, e talvez mais precioso dogma do Homem de Aço. Ele o faz matar os três a sangue-frio. Com todo respeito ao enorme ego de Byrne, a coincidência é evidente, ainda que a qualidade dos trabalhos seja diametralmente oposta. Alan Moore conseguiu dar ao Super-Homem momentos que certamente figuram entre os melhores de sua trajetória". Samir Naliato apresentaria opinião semelhante ao avaliar O Adeus, dizendo que Moore havia conseguido "captar os principais conceitos dos personagens, tanto do Super-Homem, quanto dos vilões e personagens secundários".
O site UGO, ao fazer uma retrospectiva de todas as histórias em quadrinhos do personagem, apontou Whatever Happened to the Man of Tomorrow como uma das mais importantes, principalmente por funcionar como uma resposta ao renomado ensaio "The Myth of Superman" - publicado por Umberto Eco em 1962 - ao oferecer uma história que ia contra o dilema narrativo que enfrentam as histórias de personagens publicados de forma contínua por um considerável período de tempo: enquanto Eco mostrava que, para funcionar, uma história que mostrasse o personagem casando, tendo filhos ou envelhecendo deveria ao final reverter esses anos, Moore mostrou que, numa "história imaginária" poderia fazer uso de toda a mitologia existente, expandi-la e encerrá-la mostrando esses eventos. Citando a história como "vista por muitos leitores como a melhor história já contada do personagem", o site elogiaria particularmente Action Comics #583: "a segunda parte da história de Moore apresenta algumas das mais tocantes cenas dentre todas as histórias de Superman, e isso inclui os filmes com Christopher Reeve. A história fica particularmente mais poderosa quando lida com aquela noção de encerramento que a produziu - aquela sensação de que está é, sim, a última história de Superman".

## Legado

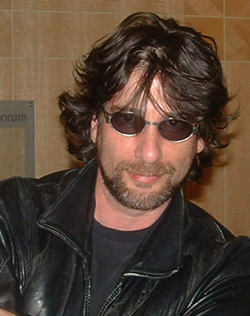
Neil Gaiman revisitou a ideia de escrever "a última história" de um personagem com Whatever Happened to the Caped Crusader?, publicada em 2009.

Alan Moore revisitaria muitos dos temas em sua passagem pela revista do personagem "Supremo" - criado originalmente por Rob Liefeld como um pastiche de Superman - durante a década de 1990. Insatisfeito com a revisão promovida por John Byrne, que havia desconsiderado da mitologia do personagem inúmeros elementos importantes com o intuito de "simplificá-lo", Moore declararia que "Superman havia se tornado outro personagem", então ele buscaria, com Supremo, trabalhar com temas equivalentes aos elementos mais fantásticos das histórias publicadas antes de 1986.
As histórias foram amplamente bem-recebidas pela crítica, tanto por "recriar" Supremo/Superman "realçando o caráter mitológico e arquetípico do personagem" quanto por oferecer uma significativa homenagem às histórias da Era de Prata dos Quadrinhos (1956-1970) - uma tendência que seria seguida por outros escritores nos anos seguintes e que havia surgido em Whatever Happened to the Man of Tomorrow, citada por historiadores como a precursora do movimento "Neo-Silver" que visava a resgatar os valores da Era de Prata frente ao que vinha sendo publicado na Era de Bronze (1970-1986) e na Era de Ferro (1986-1999).
Neil Gaiman, por sua vez, escreveria para a DC em 2009 a história Whatever Happened to the Caped Crusader, considerada o equivalente para o personagem Batman. À época, o personagem estava tendo toda a sua mitologia reformulada pelo escritor Grant Morrison - que envolveu o surgimento de Damian Wayne, filho de Batman com Talia Al Ghul, e o retorno dos Batmen of All Nations - e, assim como a publicação de Whatever Happened to the Man of Tomorrow antecedeu a de The Man of Steel, que reformulou Superman, a história de Gaiman se situa após os eventos narrados no arco de história de 2008 Batman R.I.P. e na minissérie Crise Final, e antecede a publicação de Batalha pelo Capuz. Morrison continuou como escritor do personagem, e introduziu o personagem Dick Grayson - o primeiro Robin - como o novo Batman, e Damian Wayne como o novo Robin.